# Métham sodium
 (19 octobre 2018).
Le métamsodium (ou méthylaminométhanedithioate de sodium, métam, métame, carbathion, carbathione, carbothion, metam sodium ou metam-sodium) est l'un des biocides à très large spectre (il est à la fois pesticide, herbicide et fongicide), utilisé comme fumigant des sols.
Il est habituellement appliqué sur le sol, sous une bâche, de manière à laisser le produit pénétrer le sol pour y tuer les parasites (mais aussi la plupart des organismes vivants), avec plus ou moins de succès selon la nature du sol (qui doit être bien perméable au gaz pour qu'il agisse).
Très toxique pour la plupart des organismes, comme le bromure de méthyle qui avait des usages proches, il est interdit en Europe. Mais de nombreuses dérogations ont été accordées (dans une quinzaine de pays, par exemple en 2011) conformément aux règles applicables quand on peut prouver que le produit répond à un besoin essentiel et que le pays demandeur étudie des alternatives (ex : allongement des rotations culturales, choix de variétés résistantes, agriculture bio…) et qu'il met en œuvre un plan d'action en ce sens. Dans les années 2010, les horticulteurs et maraîchers français auraient utilisé environ 700 t/an de formulations à base de métam sodium.

## Caractéristiques chimiques
Le métam sodium est le sel de sodium de l'acide méthyldithiocarbamique. C'est un dithiocarbamate.

## Histoire
Ce produit est aujourd'hui vendu sous différents noms commerciaux (ex : UCB's Metam CLR, AmVac's Vapam et Wilbur Ellis' Soil Prep… aux États-Unis). Il est parfois utilisé en combinaison avec d'autres pesticides (ex : metam sodium co-appliqué avec de la chloropicrine, mélange très toxique), ce qui est interdit par certaines législations et souvent par l'étiquette du produit.
L'ONG PAN-Europe a déposé une requête formelle d'accès aux documents et a pu consulter les rapports faits en 2010 pour justifier les dérogations données dans 15 états-membres à l'utilisation parfois massive de métam sodium. Ces documents ont montré qu'en 2010, la France semble le premier utilisateur européen de ce produit pour l'agriculture (6,5 millions de kilos/an), devant l'Espagne, le Portugal et la Grèce. Cette ONG proteste contre le fait que les États-membres envisagent une légalisation du métam sodium par une procédure rapide alors même que les évaluations de l'AESA ont montré que des adultes vivants sous le vent d’un lieu d'injection dans le sol dépassent les limites de sécurité en 5 heures, et les enfants dépassent la dose maximale pour eux en une heure (calcul fait sur la base des données fournies par des industriels, qui pourraient, selon PAN-Europe sous-estimer le risque (le relargage de gaz qui peut durer plusieurs jours n'est pas pris en compte, ni les molécules de dégradation (toxiques pour le foie, immunotoxiques, reprotoxiques et cancérigènes suspectés). De plus ce produit est un polluant des eaux souterraines et tue aussi les vers de terre et d'autres organismes utiles du sol ou auxiliaires de l'agriculture.

## Synthèse et production
Il peut être produit à partir de méthylamine, disulfure de carbone et d'hydroxyde de sodium.{\displaystyle {\ce {CH_3 NH_2 + CS_2 + NaOH -> CH_3 NHCS_2 Na + H_2 O}}}
Ce composé peut également être synthétisé à partir d'isothiocyanate de méthyle et de thiolate de sodium.
En Europe, le seul fabricant ayant demandé que l'autorisation soit prolongée est Taminco N.V.

## Utilisation, et difficulté d'application
C'est selon l'EPA un des produits les plus utilisés comme pesticides aux États-Unis, avec environ 60 millions de pounds (27 000 tonnes) épandus en 2001.
Il est utilisé en agriculture (ex. : nématicide, fongicide, herbicide et insecticide par fumigation des sols en pré-semis pour la carotte, mâche, le concombre, aubergine, poivron, pomme de terre, fraise, tomates), arboriculture, horticulture florale, pépinière, mais aussi lors de la préparation ou restauration des gazons de terrains de golf (en fumigation pour les tees, greens et sand traps), ou encore plus en amont par les semenciers en pré-semis, pour certaines productions de semences (destinées à produire des fleurs, semences agricoles, ou graines de gazons qu'on veut totalement monospécifiques, pour les jardins, terrains de sport, ou de terrain de golf par exemple).

En raison de sa toxicité, il ne doit pas être utilisé à proximité d'habitations.
Ce produit étant efficace sous forme gazeuse, il nécessite un matériel de fumigation bien adapté, un sol préparé ou bien perméable au gaz, la pose de bâches correctement positionnées, l'absence de vent (si traitement en plein air) et le port d'une protection intégrale pour les applicateurs, d'être éloigné d'un mètre environ de tout végétal qu'on souhaiterait préserver, d'éloigner les animaux domestiques, enfants, riverains.

### Apparition de résistances de la communauté microbienne
Comme pour la plupart des biocides, un usage intensif et répété du produit peut générer des adaptations chez les espèces-cible ou d'autres.
Des chercheurs ont par exemple étudié le cas d'un exploitant agricole australien (près de Perth, en Australie qui a utilisé ce fumige de manière répétée sur de mêmes terrains durant 10 ans dans la décennie 1990. Après 10 ans, la dose (normale) qu'il appliquait de métam sodium produisait alors moins de la moitié du taux attendu d'isothiocyanate de méthyle (MITC, la toxine biocide normalement produite dans le sol). En outre, le MITC formé ne restait actif et présent dans le sol que moins 5 % de la durée attendue. Cependant le même métam sodium restait présent durant un délai normal sur un échantillon du même sol stérilisé en autoclave avant fumigation. En revanche le traitement thermique in situ et « à sec » des sols affectés (1 heure à 100 °C) n'a pas pu détruire les microorganismes responsables de cette biodégradation améliorée, le sol récupérant sa capacité à dégrader le métam sodium en se réhydratant.
Ceci indique que des microorganismes très résistants au stress hydrique et à la chaleur étaient impliqués (au moins en partie) dans la biodégradation des MITC. Une gelée d'agar contenant du MITC a suffi à isoler et cultiver les organismes (bactéries) en cause, à partir de la terre fraîche présentant une capacité de biodégradation accélérée. 18 isolats ont ainsi été sélectionnés, tous constitués de bactéries à Gram positif. Morphologiquement, 11 isolats ressemblaient à Rhodococcus spp. et 4 isolats ressemblaient à des Bacillus spp. et 3 ont été identifiés. L'inoculation de ces isolats regroupés dans un échantillon de sol préalablement stérilisé par autoclavage a suffi à induire une biodégradation des MITC dans cet échantillon. On peut craindre que via les envols de poussière de sol, ou via des transferts à courte, moyenne ou grande distance de terre contenant ces bactéries, de tels phénomènes de résistance puissent se diffuser dans le monde, ce qui comme dans le cas de l'antibiorésistance invite à n'utiliser ce type de produits que dans les cas réellement urgents et graves, au risque sinon de perdre un moyen de contrôle de plus.

## Toxicologie
Ce produit est suspecté, notamment par l'USEPA aux États-Unis, d’être cancérigène, reprotoxique et de perturber le développement.
Ce produit est corrosif et peut entrainer des brulures et des allergies en cas de contact avec la peau ou les yeux. Il est toxique par ingestion pour les mammifères(~870 mg/kg pour le rat).
Il contient du métame et thirame deux radicaux reconnus pour leurs propriétés biocides (fongicides notamment pour le second), mais aussi du disulfirame (DSF) qui s'est avéré encore plus toxique que les deux premières pour les ostéoblastes.
En octobre 2018, en France, plus de 80 cas d'intoxications ont eu lieu chez des riverains de champs traités au Métham sodium près d'Angers (Maine-et-Loire) et dans le Finistère. Après ces incidents, l'Agence nationale de sécurité sanitaire décide le 5 novembre 2018 d'interdire l'usage de cette substance en France.

## Écotoxicologie
Alors que ce produit était déjà très utilisé, le toxicologue Tanguay écrivait en 2004 « il y a un manque remarquable d'information sur les mécanismes d'action et les risques que les dithiocarbamates peuvent représenter pour les vertébrés au cours de leur développement ».
Même à faible dose il est source d'anomalie de développement chez l'alevin. Sur la base de tests faits sur le poisson zèbre exposés au stade embryonnaire aux stades vulnérables de la gastrulation et la segmentation précoce, il a constaté une mortalité suivant une courbe dose-réponse très « raide » avec des malformations congénitales importantes dont la plus notable (chez les embryons survivants) était une notochorde sévèrement tordue, qui n'était étonnamment pas immédiatement mortelle pour certains embryons qui ont donné des alevins avec retards d'éclosion, paralysés et incapables de se nourrir. L'étude histologique a montré que les myotomes des embryons exposés étaient moins définis, compacts et en forme de bloc par rapport à ceux des poissons non-exposés.
L'un des principaux produits de dégradation l'isothiocyanate de méthyle provoque des malformations similaires à des concentrations similaires ce qui suggère qu'il pourrait être impliqué.
Ce produit induit aussi des difformités craniales.

## Règlementation
Il est au moins provisoirement interdit dans l'Union européenne où 12 États membres l'ont totalement interdit et où (en 2011) 15 États membres l'autorisaient encore (dispenses pour la fumigation du sol, en s'appuyant sur une possibilité dérogatoire offerte par la Décision du Conseil 2009/562/EC). Ainsi en France, le ministère de l'Agriculture permet-il par dérogations des usages sur légumes (mâche, carottes, tomates, fraises, asperges), plantes ornementales et fruitières, arbres et arbustes. Mais même dans ces conditions ce produit est soumis aux principes généraux de la directive Biocide, de la directive sur les pesticides et aux règlementations nationales.
C'est l'un des 84 pesticides de la partie B de la troisième étape du programme européen de réexamen (évaluation des risques) pour autorisation de mise sur le marché et usages de certains pesticides. L'Autorité européenne de sécurité des aliments (AESA) a organisé à la demande de la Commission européenne un examen par les pairs de l'évaluation initiale. Un examen par des pairs a été initié le 4 octobre 2007, avec consultation des États membres et notification au producteur Taminco. Les commentaires renvoyés à l'AESA ont été étudiés par l'État membre rapporteur (Belgique) avec une synthèse évaluée par l'AESA de manière à identifier les questions en suspens et problèmes identifiés au regard de plus amples informations mises à disposition par le notifiant. Des rencontres d'experts et de scientifiques des États membres ont eu lieu en juin - juillet 2008 ainsi qu'une discussion finale des résultats de la consultation d'experts qui a donné lieu à une procédure écrite avec les États membres en octobre 2008, conduisant aux conclusions de l'AESA du 26 novembre 2008 qui estimaient que certaines lacunes dans les informations fournies par l'industriel empêchaient de finaliser l'évaluation de la sécurité du produit.
Taminco NV pour obtenir une réautorisation de son produit a dû, en réponse au rapport d'examen — pour l'évaluation environnementale et toxicologique de cette molécule — fournir des éléments complémentaires portant sur :
- Les risques pour les consommateurs (via notamment les résidus et des impacts possibles d'impuretés présentes dans le produit) ;
- la cinétique, le devenir et le comportement du principal métabolite (MITC, ou isothiocyanate de méthyle) et d'une impureté (DMTU, ou diméthylthiourée ou diméthylthiocarbamide) du produit dans le sol et dans l'eau (souterraine notamment) ;
- le devenir du MITC en tant que produit volatil à longue distance (quels effets potentiels sur l'atmosphère ?) ;
- les risques d'effets aigus de métam et de son métabolite MITC (isothiocyanate de méthyle) pour les vertébrés terrestres se nourrissant d'invertébrés du sol (ex taupes, oiseaux, sangliers, blaireaux, volailles…) ;
- les possibilités de « récupération » des espèces non ciblées (arthropodes, vers de terre et autres macro-organismes du sol).

Des préoccupations persistent concernant :
- le potentiel de contamination des eaux souterraines par le MITC (principal métabolite dans certains scénarios) ;
- les risques pour les opérateurs et les travailleurs sous serres ;
- les risques pour les organismes aquatiques (Cf. objectif de bonne qualité de la Directive cadre sur l'eau).

La Belgique a fait une évaluation des données supplémentaires reçue par l'AESA le 31 août 2010 puis envoyée à tous les États-membres et au demandeur le 14 septembre 2010, pour commentaires (envoyés à l'AESA et transmis par elle à la Commission européenne le 28 octobre 2010). La Commission européenne a pris connaissance du rapport et des commentaires puis a demandé à l'AESA de procéder à un examen par les pairs, des questions relatives au devenir et comportement du produit dans l'environnement et des questions d'écotoxicologie puis de livrer ses conclusions à la commission.

### France
Le 28 septembre 2018, un épandage de métham sodium provoque l'intoxication de 74 lycéens et ouvriers horticulteurs en Maine-et-Loire. Son utilisation est suspendue en France en octobre 2018 jusqu'en janvier 2019 en attendant les conclusions de l'Agence nationale de sécurité sanitaire qui s'est prononcée pour son interdiction définitive le 5 novembre 2018,,.

#### Procès et condamnations
L'entreprise agricole PrimaLoire et un de ses employés furent condamnés respectivement à 50 000 et 10 000 euros d’amende le 22 mai 2023 par le tribunal correctionnel d’Angers pour l’intoxication d’une soixantaine de personnes à Brain-sur-l'Authion (Maine-et-Loire) en 2018, conséquence de l’épandage de métam-sodium sur ses cultures de mâche,.